# Споменик браниоцима отаџбине на Врањевцу
Споменик браниоцима отаџбине на Врањевцу посвећен је свим настрадалим са територије Браничевског округа у ослободилачким ратовима 1912—1918. године. Налази се у атару села Кула на територији општине Мало Црниће поред очуваних ровова из битке на Врањевцу, у којима су браниоци дали живот за Србију.
Подигнут је у спомен не само на војнике погинуле на Врањевцу, већ и на све остале војне и цивилне жртве које су страдале у ратовима од 1912. до 1918. године, а којих је било више од 23.000. Споменик је тежине 12 тона, у облику капеле са куполом и има осам страна, колико има општина у Браничевском округу, а на врху је постављен крст висине осам метара.